# المغيرة بن عبيد الله الفزاري
المغيرة بن عبيد الله بن المغيرة بن عبد الله بن مسعدة الفزاري، والي مصر لمروان بن محمد آخر الخلفاء الأمويين، وكان دينا فاضلا محببا للرعية ، وكان جده عبد الله بن مسعدة من الصحابة ورجال معاوية بن أبي سفيان المقربين.

## نسبه
هو المغيرة بن عبيد الله بن المغيرة بن عبد الله بن مسعدة بن حكمة بن مالك بن حذيفة بن بدر بن عمرو بن جؤية بن لوذان بن ثعلبة بن عدي بن فزارة بن ذبيان بن بغيض بن ريث بن غطفان بن سعد بن قيس عيلان بن مضر بن نزار بن معد بن عدنان .

## صفاته
كان المغيرة ديناً فاضلاً عدلاً ليناً محبباً للرعية؛ وهو أجل أمراء بني أمية، وولي لهم الأعمال الجليلة .

## أخباره
- قال صاحب كتاب البغية: المغيرة بن عبيد الله الفزاري ولاه الخليفة مروان بن محمد على مصر بعد عزل حوثرة بن سهيل الباهلي وتوجهه إلى العراق نجدةً يزيد بن عمر بن هبيرة فقدم المغيرة إلى مصر في سادس عشر من شهر رجب سنة إحدى وثلاثين ومائة على الصلاة. وقال صاحب البغية: ولاه مروان بن محمد على الصلاة فقدم يوم الأربعاء لست بقين من رجب سنة إحدى وثلاثين ومائة فجعل على شرطته ابنه عبد الله .

وقال غيره: ولما دخل مصر أقام بها مدة يسيرة وخرج إلى الإسكندرية واستخلف على صلاة مصر أبا الجراح الحرشي. ثم عاد بعد مدة ولم تطل مدته؛ وتوفي يوم السبت ثاني عشر جمادى الأولى سنة اثنتين وثلاثين ومائة، واستخلف ابنه الوليد بن المغيرة على إمرة مصر وصلاتها فلم يقره الخليفة مروان الحمار على ذلك، وولي مصر عبد الملك بن مروان بن موسى، فكانت ولاية المغيرة على مصر عشرة أشهر إلا أياماً ثلاثة.

## وفاته
توفي المغيرة بن عبيد الله الفزاري يوم السبت ثاني عشر جمادى الأولى سنة اثنتين وثلاثين ومائة للهجرة ، فكانت ولايته عشرة أشهر. فأجمع الجمع على أن يولوا عبد الله بن عبد الرحمن بن معاوية بن حديج على الشرطة إلى أن يأتي أمر الخليفة مروان بن محمد .

## وصلات خارجية
- الوراق
- إسلام ويب
- المغيرة بن عبيد الله الفزاري